# Zack Ryder
Matthew Brett Cardona (* 14. května 1985), vystupující pod ringovým jménem Matt Cardona, je americký profesionální wrestler pracující ve společnosti National Wrestling Alliance (NWA). Znám je působením ve společnosti WWE, kde byla jeho největším úspěchem výhra WWE United States Champion.

## Profesionální wrestlingová kariéra
Zcela poprvé debutoval v roce 2002 ve společnosti New York Wrestling Connection (NYWC) pod ringovým jménem Brett Matthews. V roce 2005 vznikl jeho tým s kolegou Bryanem Myersem který nesl jméno Myers and Matthews. Podařilo se jim dokonce získat i NYWC Tag Team tituly. 24. února 2006 se dostal do společnosti World Wrestling Entertainment, se kterou podepsal vývojový kontrakt. V Deep South Wrestling přijal jméno Brett Majors. Se svým tag týmovým partnerem, Bryanem Majorsem, získal DSW Tag Team titul. Do hlavního rosteru bylo duo zařazeno v květnu 2007 a příjmení si z Majors změnili na Major. Působili v rosteru ECW a v červnu ve SmackDownu. 9. listopadu vyhráli battle royal o WWE Tag Team šampionát, samotný šampionát se jim ale nepodařilo vyhrát.
Na show Armageddon duo vyrušilo Edgův zápas o World Heavyweight titul, čímž se stali zápornými wrestlery. Cardona si začal říkat Zack Ryder. Na show Great American Bash, 20. června, Curt Hawkins (bývalý Bryan Major) a Ryder získali poprvé WWE Tag Team tituly, a to poražením Johna Morrisona a The Mize ve fatal-four-way zápase, který obsahoval i tým Jesse a Festuse a Finlaye s Hornswogglem. Jejich vítězství znamenalo, že se stali nejmladšími držiteli tohoto titulu. 26. září Curt Hawkins a Zack Ryder své tituly ztratili prohrou s Colóns (Carlito a Primo Colónovi). 15. dubna 2009 byl tým přesunut do ECW a tam se rozpadl.
Ryder udělal svůj návrat do ECW 5. května 2009 v zákulisním segmentu s generální ředitelkou ECW, Tiffany. Nyní nosil krátké vlasy, měl opálenou pleť, sluneční brýle, pásku do vlasů, napůl pánské spodky a napůl legíny a zobrazoval arogantní charakter z Long Island. Používal frázi "woo woo woo" a "you know it" ("ty víš jak"), kterou šetrně používal i ve svém týmu. Ve svém prvním single zápase, který se uskutečnil 7. května na show Superstars, byl poražen Finlayem. 15. září se účastnil 10-man battle royal o ECW šampionát, což dokonce vyhrál, ale následně prohrál v zápase o ECW šampionát s šampionem Christianem. 3. listopadu v epizodě ECW si začal románek s Rosou Mendes, která se stala i jeho manažerkou. Začal i feud s Tommym Dreamerem, se kterým měl 29. prosince zápas, a po své výhře musel Tommy Dreamer opustit tuto společnost.
Když bylo v únoru 2010 ECW zrušeno, byl Ryder i s Rosou přesunut do Raw, kde ve svém debutovém zápase 25. února porazil Prima. Na WrestleManii XXVI se účastnil 26-man battle royal, byl ale eliminován Yoshim Tatsu, který vyhrál celý zápas. Když byla bez Rydera během 2010 Supplemental Draft Rosa Mendes přesunuta do rosteru show SmackDown, hledal si Ryder novou manažerkou a snažil se zapůsobit na Aliciu Fox a Gail Kim, které sledovaly jeho zápasy u ringu. Během zápasu s Evanem Bournem se mu snažila Alicia Fox pomoci, byla však zastavena Gail Kim, což vedlo k tomu, aby Bourne zápas vyhrál. Tyto dva nové páry spolu měly mixed tag team zápas 17. května na epizodě Raw, který Alicia a Ryder prohráli. 27. května Ryder porazil Bourneho na Superstars. Následující týden na Raw Alicia zaútočila na Rydera, jelikož to po ní chtěl speciální host Raw, Ashton Kutcher. Měl možnost získat WWE United States titul ve Fatal Four Way zápase, bohužel ale nevyhrál. V srpnu měl zápas o WWE titul se Sheamusem. Sheamus ho porazil během 11 sekund a tím se tento zápas stal nejkratším WWE šampionátem v historii.
Po dlouhé absenci na televizních obrazovkách si v únoru 2011 Ryder vytvořil vlastní YouTube show jménem Z! True Long Island Story. Tento čin mu získal mnoho fanoušků, což vedlo ke skandování "chceme Rydera" na show atd. V dubnu a červnu vystupoval s zákulisním segmentech s Johnem Cenou. 6. června měl Ryder zápas na Raw proti Kofimu Kingstonovi, který prohrál. 16. června na Superstars se stal opět kladným wrestlerem když porazil Prima. 29. července bylo oznámeno, že se Ryder stává asistentem generálního ředitele SmackDownu, Theodora Longa. 19. září měl zápas s United States šampionem, Dolphem Zigglerem, ve kterém mu pomohl speciální host Raw, Hugh Jackman. Díky této výhře si získal zápas o titul na show Vengeance proti Jacku Swaggerovi, nepodařilo se mu ale zápas vyhrát. Poprvé se stal 'událostí večera' na Raw, 7. listopadu, když v týmu s Johnem Cenou porazil The Mize a R-Trutha. Později musel mít zápas s Cenou, jehož vítěz získá zápas o World Heavyweight titul s Markem Henrym. Na show TLC: Tabbles, Ladders & Chairs Ryder porazil Dolpha Zigglera a získal WWE United States titul.
V roce 2012 měl romantickou storyline s Eve. Jako kamarád Ceny, se Ryder stal také obětí Kanea, který právě s Cenou vedl feud. 16. ledna na Raw Ryder prohrál svůj United States titul s Jackem Swaggerem a byl na nějaký čas vyřazen kvůli zranění po napadení Kanem. 13. února na Raw, Ryder, v té době na vozíčku, viděl Eve jak se líbá s Cenou poté, co ji Cena zachránil před napadením Kanem. Když byl Ryder zraněný, stala se Eve záporným charakterem, když se svěřila Bella Twins, že se jí Ryder nikdy nelíbil a využívala ho jen kvůli slávě a popularitě u lidí. Ryder se připojil k týmu Theodora Longa na WrestleManii XXVIII . Během zápasu Eve kopla Rydera a stála tak vítězství Teddyho týmu.

## Ve wrestlingu
- Zakončovací chvaty
  - Elbro Drop
  - Lifting inverted DDT
  - Rough Ryder
  - Zack Attack
- Ostatní chvaty
  - Broski Boot
  - Corner elbow smash
  - Dropkick
  - Facebuster
  - Flapjack
  - Flying forearm smash
  - Hangman's neckbreaker
  - Leg drop
  - Super frankensteiner
  - Swinging neckbreaker
- Manažeři
  - Rosa Mendes
  - Alicia Fox
  - Eve Torres
  - Hornswoggle
- Přezdívky
  - "Long Island Loudmouth"
  - "Long Island Iced-Z"
  - "Ultimate Broski"
  - "Internet Sensation"
  - "Internet Champion"
- Theme songy
  - "What I Want" od Daughtry (DSW/OVW)
  - "In the Middle of it Now" od Disciple (WWE)
  - "Radio" od Watt White (WWE; květen 2009-současnost)

## Šampionáty a ocenění
- Deep South Wrestling
  - DSW Tag Team šampionát (2 krát) - Bryanem Majorsem
- New York Wrestling Connection
  - NYWC Tag Team šampionát (2 krát) - Bryanem Myersem
- Ohio Valley Wrestling
  - OVW Southern Tag Team šampionát (1 krát) - s Bryanem Majorsem
- Pro Wrestling Illustrated
  - Magazín PWI ho zařadil na 70. místě v žebříčku 500 nejlepších wrestlerů PWI 500 v roce 2012
- World Wrestling Entertainment/WWE
  - WWE Tag Team šampionát (1 krát) - s Curtem Hawkinsnem
  - WWE United States šampionát (1 krát)
  - Slammy Awards za nejvíce otravné fráze (2010)
  - Slammy Awards za #Trendovou Superstar roku (2011)
  - Slammy Awards za Superstars proměnu roku (2011)